# Лятовиці (Великопольське воєводство)
Лятовиці (пол. Latowice) — село в Польщі, у гміні Серошевиці Островського повіту Великопольського воєводства.
Населення — 746 осіб (2011).

## Демографія
Демографічна структура станом на 31 березня 2011 року:
|          | Загалом | Допрацездатний вік | Працездатний вік | Постпрацездатний вік |
| -------- | ------- | ------------------ | ---------------- | -------------------- |
| Чоловіки | 380     | 99                 | 248              | 33                   |
| Жінки    | 366     | 74                 | 211              | 81                   |
| Разом    | 746     | 173                | 459              | 114                  |